# 200 km/h in the Wrong Lane
200 km/h in the Wrong Lane è il secondo album in studio, e primo di debutto internazionale, del duo musicale russo t.A.T.u., pubblicato il 7 ottobre 2002 dalla Interscope.
L'album ottenne grande successo a livello globale, vincendo numerosi dischi d'oro e di platino in tutto il mondo. Raggiunse la top-ten in molti Paesi europei, tra cui Austria, Finlandia, Francia, Germania, Italia e Svizzera, e arrivò al 13º posto nella Billboard 200 statunitense e al 12º nella classifica britannica degli album, evento significativo per un gruppo proveniente dalla Russia. Nel 2003 le t.A.T.u. divennero le prime e uniche artiste a ricevere l'IFPI Platinum Award per lo stesso album in due lingue diverse (la versione originale in lingua russa del disco, 200 po vstrečnoj, aveva vinto il medesimo premio l'anno precedente).

## Antefatti
Nel 2001 le t.A.T.u. pubblicarono l'album d'esordio in lingua russa 200 po vstrečnoj, molto apprezzato nei Paesi est-europei. Il successo del disco portò le cantanti a firmare un contratto con la Interscope Records per la pubblicazione della versione in inglese dell'album. Le registrazioni partirono nel gennaio del 2002, tra Inghilterra, Germania e Stati Uniti, inizialmente con la realizzazione delle tracce I've Lost My Mind e They're Not Gonna Get Us (versioni primordiali di All the Things She Said e Not Gonna Get Us). La registrazione in inglese delle tracce fu condotta dal produttore Trevor Horn a Londra e con l'aiuto di F.A.F./ Cap Com Productions (produttori di remix di Moby, Rammstein e Sonique) a Manchester.

## Descrizione
Si tratta dell'album di debutto internazionale in lingua inglese pubblicato dal duo, composto e prodotto da Trevor Horn, Martin Kierszenbaum, Robert Orton, Sergio Galoyan e Ivan Šapovalov. Il disco esplora temi come la ribellione adolescenziale e sociale, l'amore, la sessualità, la tristezza e l'indipendenza e le sue musiche derivano da un'ampia varietà di generi pop e dance che incorporano diversi stili musicali (non presenti nel disco originale in russo), come l'elettronica, il rock e l'industrial. Difatti, l'album si distacca leggermente dalla controparte russa, contraddistinta da influenze europop, eurodance e techno.
L'album contiene otto tracce in lingua inglese alle quali si aggiungono i due brani Ja sošla s uma e Nas ne dogonjat, versioni originali in russo delle hit internazionali All the Things She Said e Not Gonna Get Us. Rispetto alle versioni presenti in 200 po vstrečnoj, quelle inserite nell'album in lingua inglese sono state prodotte da Trevor Horn e presentano un arrangiamento diverso. Vi sono poi la versione estesa della traccia Show Me Love e un remix del brano 30 Minutes.
Nuove aggiunte e altri remix sono presenti nella versione deluxe dell'album, uscita nel 2003, che contiene due dischi: il primo è il CD con la traccia bonus Ne ver', ne bojsja, in gara all'Eurovision Song Contest 2003, mentre il secondo è un DVD con i video dei singoli dell'album e materiali bonus.

### Titolo e copertina
Il titolo rimanda a quello della versione russa dell'album 200 po vstrečnoj (traducibile come a 200 km/h contromano), mentre soltanto in Giappone il disco è anche noto con il titolo t.A.T.u..
Nel documentario contenuto nel loro DVD Screaming for More, le t.A.T.u. hanno rivelato che il titolo è stato scelto per rappresentare la loro immagine dipinta trasgressivamente dai media, e che l'album ostenta un lato "pericoloso" del duo.
Il servizio fotografico per l'album è stato realizzato nel 2002 da Sheryl Nields. L'artwork della versione internazionale del disco presenta le t.A.T.u. in sella a una moto, con Lena appoggiata sulla spalla destra di Julia.
In alcuni mercati del mondo e per alcune edizioni speciali del disco, la copertina riprendeva altri scatti del servizio fotografico di Sheryl Nields: ad esempio, le copertine dell'album in Russia e in Giappone presentano due diverse foto delle t.A.T.u. in divisa scolastica.
La cover della ristampa decennale dell'album (2012) riprende uno scatto frontale delle ragazze in divisa scolastica (simile a quello sul singolo di All the Things She Said) e sullo sfondo sono raffigurate alcune scene dei video musicali dei singoli dell'album, che fanno da cornice alle due cantanti.

## Accoglienza
| Recensione        | Giudizio |
| ----------------- | -------- |
| AllMusic          |          |
| Drowned in Sound  |          |
| Entertainment.ie  |          |
| musicOMH          | positivo |
| PopMatters        | positivo |
| Rolling Stone     |          |
| Stylus Magazine   | D        |
| The Guardian      |          |
| The Village Voice |          |

L'album ha ricevuto recensioni miste dalla critica musicale contemporanea: molti critici ne hanno lodato l'orecchiabilità e gli standard di produzione, mentre sono stati ambivalenti nei confronti dell'immaginario pacchiano del duo e delle sue capacità vocali.

## Promozione
Lo Show Me Love Tour per la promozione del disco fu annunciato agli inizi del 2003. Nel marzo di quell'anno le t.A.T.u. annunciarono le date del tour per il Regno Unito, ma per inspiegabili ragioni, il mese dopo le stesse date furono cancellate, portando il management delle t.A.T.u. a essere citato in giudizio dai promotori della EEM Group per la cancellazione dei concerti. La tournée si svolse senza nessuna data per il Regno Unito e terminò nel dicembre dello stesso anno. Anche altre date furono cancellate, tra cui nove soltanto in Polonia.
Nonostante le cancellazioni del tour, le t.A.T.u. si esibirono in molte occasioni. Per promuovere i singoli dell'album, il duo si esibì in numerose trasmissioni televisive, come CD:UK, Top of the Pops, Jimmy Kimmel Live!, AOL Sessions, MAD TV, Carson Daly Show e Total Request Live, nonché agli MTV Europe Music Awards 2002 e agli MTV Movie Awards 2003. Negli Stati Uniti apparvero inizialmente nel The Tonight Show with Jay Leno, dove le ragazze crearono confusione a causa di un loro bacio in diretta senza che avessero prima chiesto il consenso per fare ciò.

### Singoli
All the Things She Said fu pubblicato come singolo di lancio dell'album a fine estate 2002. Il brano ottenne recensioni contrastanti e si classificò al primo posto in molti Paesi del mondo, come Australia, Germania, Irlanda, Nuova Zelanda e Regno Unito. Raggiunse inoltre la posizione numero 20 nella Billboard Hot 100, diventando il primo e unico atto russo a raggiungere tale traguardo.
Not Gonna Get Us uscì come secondo singolo a inizio 2003, anche se in pochi Paesi europei il brano fu presentato in anteprima già nel novembre 2002. Rispetto al precedente singolo, ottenne maggiori recensioni positive a suo favore, ma riscosse minor successo in termini di vendite. Il remix del brano prodotto da Dave Audé segnò la prima posizione nella classifica dance statunitense.
La traccia Show Me Love doveva inizialmente essere estratta come terzo singolo dell'album, ma per ragioni sconosciute la Interscope decise di sostituire la sua pubblicazione e il brano uscì solamente come singolo promozionale per le radio in Polonia. Fu anche girato un video musicale ma la pubblicazione ufficiale non avvenne mai.
30 Minutes fu pubblicato promozionalmente in Europa nel 2003 come terzo singolo. Il video musicale fu però trasmesso solo in alcuni Paesi e generò notevoli polemiche a causa della nudità presente in esso. Non si distinse nelle classifiche musicali, mentre la versione russa del brano (30 minut) ottenne un buon successo in Russia tra il 2001 e il 2002.
How Soon Is Now?, una cover del brano dei The Smiths, fu estratto come ultimo singolo dell'album nel maggio 2003. La canzone ricevette recensioni contrastanti, che lodarono il potenziale del brano e le capacità vocali del duo ma ne criticarono la produzione. Il singolo riuscì a piazzarsi in diverse classifiche europee e in Australia.

## 200 km/h in the Wrong Lane 10th Anniversary Edition
In occasione del decimo anniversario del disco, il 12 novembre 2012 fu pubblicata la ristampa decennale dell'album, uscita per celebrare il grande successo del duo riscosso agli esordi.
Annunciata il 2 ottobre 2012 dalle etichette Cherrytree Records e Universal Music Russia, la riedizione presenta una nuova copertina e include la traccia inedita A Simple Motion, un nuovo remix del successo All the Things She Said del produttore Fernando Garibay, e un nuovo remix del brano Show Me Love, il tutto in aggiunta alle tracce storiche rimasterizzate per l'occasione.
Il 24 ottobre 2012 la Cherrytree pubblicò la tracklist del disco, accompagnata da una nota scritta a mano e autografata dalle t.A.T.u. in persona. L'8 novembre successivo, sul portale MuuMuse, venne postata in anteprima la traccia completa A Simple Motion, versione inglese del singolo Prostye dviženija. La canzone era stata registrata nel 2002 ma non fu inserita nell'edizione originale dell'album.

## Tracce
1. Not Gonna Get Us – 4:23 (Trevor Horn, Elena Kiper, Valerij Polienko, Sergio Galoyan, Ivan Šapovalov)
2. All the Things She Said – 3:34 (Trevor Horn, Martin Kierszenbaum, Elena Kiper, Valerij Polienko, Sergio Galoyan, Ivan Šapovalov)
3. Show Me Love – 4:16 (Sergio Galoyan, Martin Kierszenbaum, Valerij Polienko, Robert Orton)
4. 30 Minutes – 3:18 (Sergio Galoyan, Martin Kierszenbaum, Ivan Šapovalov, Valerij Polienko, Robert Orton)
5. How Soon Is Now? – 3:16 (Morrissey, Johnny Marr, Martin Kierszenbaum, Robert Orton) – cover dei The Smiths
6. Clowns (Can You See Me Now?) – 3:12 (Trevor Horn, Evgenij Kuricyn, Ivan Šapovalov, Valerij Polienko)
7. Malchik Gay – 3:09 (Anna Karasëva, Martin Kierszenbaum, Vadim Stepancov, Sergio Galoyan, Robert Orton)
8. Stars – 4:08 (Martin Kierszenbaum, Valerij Polienko, Ivan Šapovalov, Aleksandr Vojtinskij, Aleksandr Vulych, Martin Kierszenbaum, Robert Orton)
9. Ja sošla s uma (Я сошла с ума) – 3:35 (Elena Kiper, Valerij Polienko, Sergio Galoyan, Trevor Horn)
10. Nas ne dogonjat (Нас не догонят) – 4:22 (Elena Kiper, Valerij Polienko, Sergio Galoyan, Trevor Horn)
11. Show Me Love (Extended Version) – 5:09 (Sergio Galoyan, Martin Kierszenbaum, Valerij Polienko, Robert Orton)

Tracce bonus nella versione internazionale
1. 30 Minutes (RagaMix by That Black) – 4:11 (Sergio Galoyan, Martin Kierszenbaum, Ivan Šapovalov, Valerij Polienko, Robert Orton)
2. Behind the Scenes with Julia e Lena (Part 2) – 4:29
3. All the Things She Said (music video) – 3:46

Traccia bonus nella Deluxe Edition
1. Ne ver', ne bojsja (Eurovision 2003 Version) – 3:03 (Valerij Polienko, Mars Lasar, Ivan Šapovalov)

Traccia bonus (Europa, Regno Unito)
1. Malchik Gay (Remix) – 5:07 (Anna Karasëva, Martin Kierszenbaum, Vadim Stepancov, Sergio Galoyan)

Tracce bonus (Giappone)
1. Malchik Gay (That Black Remix Edit) – 3:53 (Anna Karasëva, Martin Kierszenbaum, Vadim Stepancov, Sergio Galoyan)
2. All the Things She Said (DJ Monk's Breaks Mix Edit) – 3:48 (Trevor Horn, Martin Kierszenbaum, Elena Kiper, Vaklerij Polienko, Sergio Galoyan, Ivan Šapovalov)

DVD – Deluxe Edition
1. Julia + Lena are t.A.T.u. (documentary) – 23:53
2. All the Things She Said (music video) – 3:44
3. Not Gonna Get Us (music video) – 3:56
4. How Soon Is Now? (music video) – 3:11

Tracce aggiuntive nella 10th Anniversary Edition (2012)
1. A Simple Motion – 2:47 (Mars Lasar, Ivan Šapovalov, Valerij Polienko, Martin Kierszenbaum, Robert Orton)
2. All the Things She Said (Fernando Garibay Remix) – 4:02 (Trevor Horn, Martin Kierszenbaum, Elena Kiper, Valerij Polienko, Sergio Galoyan, Ivan Šapovalov)
3. Show Me Love (Fabricated Remix) – 4:05 (Sergio Galoyan, Martin Kierszenbaum, Valerij Polienko)

Note
- Ja sošla s uma e Nas ne dogonjat sono state traslitterate incorrettamente, anche secondo i canoni americani (diversi da quelli europei) in questo album. La prima è diventata Ya shosla s uma mentre la seconda Nas ne dagoniat.
- In Giappone sono state pubblicate due versioni differenti dell'album.

## Formazione
- t.A.T.u.
  - Lena Katina – voce
  - Julia Volkova – voce
- Martin Kierszenbaum – arrangiamento, produzione, A&R
- Cindy Cooper – coordinazione produzione
- Sheryl Nields – fotografia
- Trevor Horn – arrangiamento, produzione
- Robert Orton – arrangiamento, missaggio, gestione tecnica, produzione
- Chris Dalston – registrazione
- Andrea Ruffalo – A&R
- Robert Hayes – direzione
- Bob Ludwig – mastering
- Sergio Galoyan – composizione

## Successo commerciale
Pubblicato in Europa il 7 ottobre 2002, in Canada e negli Stati Uniti il 10 dicembre 2002, e in Giappone, Australia, Nuova Zelanda e Regno Unito all'inizio del 2003, l'album ha venduto più di cinque milioni di copie in tutto il mondo. Ha ottenuto il disco d'oro negli Stati Uniti e nel Regno Unito, mentre in Giappone è stato certificato disco di diamante. In Italia ha venduto più di 100 000 copie, diventando disco di platino. È inoltre entrato nella top-ten di diverse classifiche europee, arrivando alla posizione numero 2 in Finlandia, la numero 5 in Italia e Svizzera, la numero 3 in Germania e la numero 9 in Francia.
Negli Stati Uniti l'album ha debuttato al numero 36 in classifica. È poi salito alla posizione numero 13 vendendo 51 000 copie nella sua seconda settimana, diventando il best-gaining sales di quel week-end ed è rimasto in classifica per trentasei settimane in totale. Secondo il Nielsen SoundScan, nell'ottobre 2005 l'album ha venduto 760 000 copie nel Nord America, mentre al 2011 è arrivato a 831 000 unità distribuite negli USA, diventando l'album del duo più venduto in America. In Canada il disco ha ottenuto una certificazione di platino con più di 100 000 copie vendute. Con un aggiornamento del 2014, l'album è stato certificato doppio platino in territorio canadese per aver raggiunto le 200 000 copie distribuite.
In Australia l'album ha debuttato il 30 marzo 2003 alla posizione numero 19 nella Australian Album Charts, il più alto debutto di quella settimana. È rimasto al di sopra della top-40 fino alla decima settimana, quando è sceso alla posizione numero 48 ed è rimasto lì per altre undici settimane. L'album è entrato alla posizione numero 9 nella classifica degli album in Nuova Zelanda, diventando il secondo album più venduto di quella settimana e il solo e unico album appartenente a un gruppo nella top-ten. L'album è poi sceso alla posizione numero 38 ed è rimasto in classifica per dodici settimane. 
In Giappone l'album ha venduto oltre 300 000 copie in soli due giorni, facendo diventare le t.A.T.u. il primo gruppo est-europeo per il maggior numero di vendite in una settimana. Nel 2003 l'album è stato certificato disco di diamante in territorio giapponese con 1,8 milioni di copie vendute, arrivando a due milioni di unità comprese quelle importate.

## Classifiche

### Classifiche settimanali
| Classifica (2002-03) | Posizione massima |
| -------------------- | ----------------- |
| Argentina            | 11                |
| Australia            | 19                |
| Austria              | 1                 |
| Belgio (Vallonia)    | 16                |
| Canada               | 19                |
| Danimarca            | 13                |
| Europa               | 4                 |
| Finlandia            | 2                 |
| Francia              | 8                 |
| Germania             | 3                 |
| Giappone             | 1                 |
| Grecia               | 21                |
| Irlanda              | 66                |
| Italia               | 5                 |
| Nuova Zelanda        | 9                 |
| Paesi Bassi          | 32                |
| Portogallo           | 20                |
| Regno Unito          | 12                |
| Stati Uniti          | 13                |
| Svezia               | 14                |
| Svizzera             | 5                 |
| Taiwan               | 7                 |
| Ungheria             | 1                 |

### Classifiche mensili
| Classifica (2003) | Posizione massima |
| ----------------- | ----------------- |
| Argentina         | 13                |
| Corea del Sud     | 6                 |

### Classifiche di fine anno
| Classifica (2002) | Posizione |
| ----------------- | --------- |
| Finlandia         | 15        |
| Classifica (2003) | Posizione |
| Austria           | 26        |
| Belgio (Vallonia) | 54        |
| Corea del Sud     | 9         |
| Danimarca         | 100       |
| Finlandia         | 31        |
| Francia           | 72        |
| Germania          | 18        |
| Giappone          | 7         |
| Regno Unito       | 146       |
| Stati Uniti       | 109       |
| Svizzera          | 61        |
| Ungheria          | 17        |
| Mondo (IFPI)      | 12        |

## Date di pubblicazione
| Paese                 | Data             | Formato               | Versione                 | Etichetta  | Nota   |
| --------------------- | ---------------- | --------------------- | ------------------------ | ---------- | ------ |
| Europa                | 7 ottobre 2002   | CD                    | Standard                 | Interscope | [ 19 ] |
| Stati Uniti d'America | 10 dicembre 2002 | CD                    | Standard                 | Interscope | [ 91 ] |
| Canada                | 10 dicembre 2002 | CD                    | Standard                 | Interscope | [ 91 ] |
| Regno Unito           | 13 gennaio 2003  | CD                    | Standard                 | Polydor    | [ 7 ]  |
| Giappone              | 5 marzo 2003     | CD                    | Standard                 | Universal  | [ 92 ] |
| Australia             | 17 marzo 2003    | CD                    | Standard                 | Interscope | [ 93 ] |
| Regno Unito           | 26 maggio 2003   | CD+DVD                | Deluxe                   | Polydor    | [ 94 ] |
| Giappone              | 4 giugno 2003    | CD+DVD                | Deluxe                   | Universal  | [ 92 ] |
| Mondo                 | 12 novembre 2012 | CD, download digitale | 10th Anniversary Edition | Cherrytree | [ 53 ] |
| Europa                | 12 giugno 2021   | LP                    | Standard                 | Interscope | [ 95 ] |
| Europa                | 20 ottobre 2023  | 2 LP                  | Standard                 | Interscope | [ 96 ] |